# Alberto Castagna
Alberto Castagna (Castiglion Fiorentino, 23 dicembre 1945 – Roma, 1º marzo 2005) è stato un giornalista, conduttore televisivo e autore televisivo italiano.
Debuttò in televisione come giornalista del TG2, lasciando poi la testata per condurre i programmi di Michele Guardì Mattina 2 e I fatti vostri che lo resero popolare, tanto da permettergli di vincere un Telegatto come "Personaggio maschile dell'anno" nel 1993. Nello stesso anno passò alla Fininvest.
Su Canale 5 condusse alcune trasmissioni nel primo pomeriggio, ma in particolar modo portò al debutto Stranamore, programma di successo al quale legò la sua immagine e che condusse fino a pochi giorni prima della sua morte, avvenuta il 1º marzo 2005. 
Il suo stato di salute aveva tenuto in allarme il pubblico e i media alcuni anni prima, a causa di un aneurisma che lo aveva costretto ad una lunga convalescenza lontano dagli schermi.

## Biografia

### Esordi in Rai
Esordì come giornalista, a Il Piccolo di Trieste prima e al Settimanale poi. 
Nel 1982 entra in Rai, in forza al TG2 inizialmente come cronista, poi in qualità di inviato speciale. 
Nel 1985 è inviato speciale del varietà di Raffaella Carrà Buonasera Raffaella. 
Nel 1989 collabora alla realizzazione di Serata d'onore, condotto da Pippo Baudo, per poi condurre Mattina 2, trasmissione del mattino di Rai 2 di Michele Guardì con il quale lavorò anche in seguito conducendo I fatti vostri (1992).

### Stranamore: il successo
La conduzione del programma del mezzogiorno della seconda rete Rai gli regalò una grande popolarità che lo portò a vincere, nel 1993, il Telegatto come personaggio maschile dell’anno. 
Dall'autunno successivo passò alla Fininvest, esordendo su Canale 5 con il quiz del pomeriggio Sarà vero?.
Nello stesso anno si concesse un cameo nei panni di se stesso in un episodio del film di Enrico Oldoini Anni 90 - Parte II, assieme a Massimo Boldi e Nadia Rinaldi.
Già molto popolare, nel 1994 lanciò in prima serata su Canale 5 la sua trasmissione più rappresentativa, Stranamore, che nel corso delle stagioni ottenne un ottimo successo di pubblico, pur non essendo esente da critiche e insinuazioni sulla sua autenticità.
Nello stesso anno e il successivo condusse Bellissima, concorso di bellezza organizzato da Canale 5. Ad affiancarlo Luana Colussi (1994) e Francesca Rettondini (1995).
Ormai divenuto un volto popolare dell'azienda fondata da Silvio Berlusconi, condusse nel pomeriggio di Canale 5 anche Complotto di famiglia (1994-1995), il varietà estivo Cuori e denari (1995) insieme ad Antonella Elia e Simona Ventura, e Casa Castagna (1995-1996, con la regia di Gianni Boncompagni).
Nel 1996 recitò in La villa dei misteri di Beppe Cino, fiction andata in onda su Rete 4.

### Problemi di salute
La sua carriera subì una brusca battuta d'arresto nel 1998 quando, venti giorni dopo un intervento chirurgico rimandato a lungo, fu vittima della rottura di un doppio aneurisma all'aorta toracica che lo costrinse a subire due interventi chirurgici nell'arco di pochi giorni e una degenza in ospedale lunga 8 mesi, subendo vari altri interventi tra i quali uno per emorragia e necrosi intestinale il 18 luglio.
Rimase ricoverato fino a marzo 1999, citando poi in giudizio i medici che lo avevano operato.
La sua battaglia fu raccontata nel suo libro La mano sul cuore, edito nel 1999 da Arnoldo Mondadori Editore.
I problemi di salute rimasero anche dopo la fine della degenza, costringendolo, in seguito ad infezione e setticemia che lo avevano colpito dopo il quarto intervento causandogli una insufficienza renale cronica, a sottoporsi a dialisi e a rimanere in attesa per un trapianto di rene.

### Ritorno sulle scene
Nel 2001 tornò in televisione alla guida di Stranamore che, dopo aver inizialmente ritrovato il successo delle prime edizioni, fu successivamente spostato, a causa di un vistoso calo d'ascolti, su Rete 4.
Nel 2003 venne nominato assessore per i grandi eventi del comune di San Felice Circeo, carica dalla quale si dimise l'anno seguente.
Nell'autunno del 2004 condusse un nuovo programma su Rete 4, Cosa non farei, mentre da febbraio 2005 tornò alla conduzione di Stranamore, coadiuvato da Emanuela Folliero. Nello stesso mese suscitarono clamore delle dure esternazioni e insulti su alcuni colleghi e sulla televisione in generale.

### Morte improvvisa
Il conduttore morì per un'emorragia interna all'età di 59 anni, la sera del 1º marzo 2005 a Roma; la notizia della sua morte venne annunciata poche ore dopo da Paolo Bonolis in diretta televisiva dal palco del Teatro Ariston di Sanremo, nel corso della prima serata del Festival di Sanremo 2005. In seguito alla sua morte, l'edizione di Stranamore allora in corso (e che vedeva come co-conduttrice e inviata Emanuela Folliero, che poi ereditò da Alberto Castagna la conduzione del programma da gennaio 2006 fino alla chiusura definitiva avvenuta nel 2009) fu sospesa definitivamente.
Il funerale fu celebrato nella Chiesa degli artisti in piazza del Popolo a Roma. 
Le sue ceneri riposano nel cimitero di Passo Corese, frazione di Fara in Sabina (RI).

## Vita privata
Nel 1994 sposò Maria Concetta Romano, detta Pucci, dermatologa, dalla quale nel 1992 aveva avuto la figlia Carolina. Il matrimonio terminò dopo un anno a causa di una relazione tra Castagna e l'attrice Francesca Rettondini.
In seguito ai problemi di salute, si riavvicinò alla Romano, ma dopo alcuni anni tornò con Rettondini.

## Controversie e battaglie legali
Nel 1996 fu inizialmente sospeso per due mesi (a maggio) dall'Ordine dei Giornalisti per aver violato le norme sui minori durante una puntata di Stranamore. Fu in seguito radiato dall'ordine, nel 1997, per aver violato la Carta di Treviso portando in trasmissione due bambini figli di un pentito e mettendo quindi a repentaglio la loro sicurezza.
Nel 1999, dopo la lunga degenza, citò in giudizio i medici che lo avevano operato. La causa contro il chirurgo venne però persa e fu a sua volta processato, insieme alla moglie, per diffamazione nei confronti del medico; l'accusa chiese per lui otto mesi di reclusione, ma venne assolto. Sempre nel 1999 venne accolto il ricorso fatto da Castagna contro la radiazione dall'Ordine dei giornalisti.

## Programmi televisivi
- TG2 (Rete 2, 1982; Rai 2, 1983-1991)
- Buonasera Raffaella (Rai 1, 1985-1986)
- Serata d'onore (Rai 2, 1989) - inviato
- Mattina 2 (Rai 2, 1989-1992)
- I fatti vostri (Rai 2, 1992-1993)
- I fatti vostri - Piazza Italia di sera (Rai 2, 1992-1993)
- Sarà vero? (Canale 5, 1993-1994)
- Lasciate un messaggio (Canale 5, 1994)
- Bellissima (Canale 5, 1994-1996)
- Festival italiano 1994 (Canale 5, 1994) - concorrente
- Stranamore (Canale 5, 1994-1998, 2001-2003; Rete 4, 2004-2005)
- Stranamore... e poi (Canale 5, 1994-1996, 2002-2003)
- Complotto di famiglia (Canale 5, 1994-1995)
- Cuori e denari (Canale 5, 1995)
- Casa Castagna (Canale 5, 1995-1996)
- Il Guinness dei primati (Canale 5, 1995-1996)
- Pomeriggio di festa (Canale 5, 1995-1996)
- Modamare a Positano (Canale 5, 1996-1997)
- Parodia nazionale (Canale 5, 1997)
- Stelle a quattro zampe (Canale 5, 2002)
- Cosa non farei (Rete 4, 2004)

## Filmografia
- Anni 90 - Parte II, regia di Enrico Oldoini (1993)
- La villa dei misteri, regia di Beppe Cino – miniserie TV (1996)

## Opere
- La mano sul cuore, Milano, Mondadori, 1999, ISBN 88-04-46755-X.

## Pubblicità
- Testimonial per Pagine Gialle (1994)
- Testimonial per iniziativa Un mattone per Assisi, la via di S.Francesco (1999)

## Riconoscimenti
- Gran Premio Internazionale dello Spettacolo
  - 1993 – Telegatto al miglior personaggio maschile
  - 1994 – Telegatto alla trasmissione dell'anno per Stranamore
  - 1995 – Telegatto al miglior varietà per Stranamore